# Jean-Philippe Peyraud
Pour les articles homonymes, voir Peyraud.
Jean-Philippe Peyraud est un auteur de bande dessinée né le 31 mai 1969 à Poitiers.

## Biographie
Scolarisé au lycée Camille Guérin à Poitiers, il participe au fanzinat dans une ville particulièrement active en la matière, en publiant avec Joris Clerté, devenu depuis réalisateur de dessins-animés et Stéphane Lavignotte, aujourd'hui pasteur et théologien engagé, la publication rock et bédé Synopsis, primé au festival national des journaux lycéens Scoop en Stock et le journal lycéen M.P.T.D.H (Mais pourquoi tant de haine, pourquoi tant d'humour). Après ses études d’arts appliqués à Poitiers, il s'installe à Paris pour travailler dans l’audiovisuel (habillage, bandes annonces et générique pour Arte, France Télévisions ; films institutionnels pour La Poste, La SBF, la Banque de France, le Museum d’histoire naturelle…).
En 1994, il fonde avec Christopher Longé, Philippe Massonnet et Philippe de la Fuente le collectif d’auteurs « La comédie illustrée ».
Inspiré par les nouvellistes américains, le cinéma de Claude Sautet et la ligne claire, il croque de son trait sensible et élégant des scènes intimistes aux dialogues justes comme dans La bouche sèche ou Grain de beauté.
Dans un registre plus humoristique, ses séries Premières chaleurs chez Casterman et Ces années-là dans le magazine Phosphore décrivent le quotidien de jeunes urbains contemporains. Pour les éditions Delcourt,
Il travaille pour la communication via l’agent Comillus. En 2008, il commence une collaboration avec les écrivains Marc Villard chez Casterman pour Quand j'étais star et Philippe Djian aux éditions Futuropolis pour Mise en bouche. Il a scénarisé Le désespoir du singe pour Alfred (Delcourt), La fleur dans l’atelier de Mondrian pour Antonio Lapone (Treize étrange/Glénat), Rocking Chair pour Kokor(Futuropolis).
En 2017, il s'associe Catherine Romat (sa compagne) au scénario pour créer la série Mon iPote & moi (2 tomes parus chez Tourbillon). En 2018, il continue cette collaboration avec la série de bande-dessinée sans texte pour les tous les petits Linette (5 tomes parus à La Gouttière) sur des scénarios. L'héroïne, "petite fille blonde au caractère espiègle et aventureux, entraîne ses lecteurs vers des péripéties pleines de fantaisie".

## Publications
- Mine de Rien, La Comédie illustrée, coll. « Tasse de thé », 3 volumes, 1995-1997.
- Youri gargarisme's great adventures, La Comédie illustrée, 1995.
- Soit dit en passant, La Cafetière, coll. « Crescendo », 1997.
- Vinaigre, Le Cycliste, coll. « Comix », 1997[5].
- Anatole – Roue Libre, avec Alfred, Ciel Éther, coll. « Strawberry Field », 1997.
- Hermine (scénario), avec Delphine Rieu et Éric Omond (scénario) et Éric Dérian (dessin), Glénat :
  1.  À plein régime, 1998.
  2. On n'arrête pas le progrès, 1999.
- À boire et à manger (dessin), avec Christopher, La Comédie illustrée, coll. « Tasse de thé », 1998.
- Il pleut, La Comédie illustrée, coll. « Tasse de thé », 1998.
- Celles qu'on regrette, Treize étrange, coll. « Poches », 1998.
- Grain de Beauté, Treize étrange, coll. « Poches » :
  1. Variation #1, 1999.
  2. Variation #2, 2000.
  3. Variation #3, 2002.
- Conversation de salon, Treize étrange, coll. « Poches », 1999.
- Premières chaleurs, Casterman, coll. « Ligne de Vie » : 
  1. Premières chaleurs du mois de mai, 2001[6].
  2. Premières chaleurs du mois de juin, 2002.
  3. Premières chaleurs du mois de juillet, 2003.
  4. Départ sans préavis, 2004.
  5. Troubles de voisinage, 2005.
- Un colt qu'on en finisse ! (scénario), avec Alfred (dessin), Treize étrange, coll. « Poches », 2001.
- Ces années-là, Treize étrange, 2 volumes, 2004-2006.
- La bouche sèche, Treize étrange, coll. « Comics », 2005.
- Le désespoir du singe (scénario), avec Alfred (dessin), Delcourt, coll. « Conquistador » :
  1. La Nuit des lucioles, 2006.
  2. Le Désert d'épaves, 2007.
  3. Le Dernier vœu, 2011.
- Les Aventures de Michel Swing (coureur automobile), avec Brüno, Treize Étrange, 2006.
- Quand j'étais star, d'après des nouvelles de Marc Villard, Casterman, coll. « Écritures », 2008.
- Mise en bouche, d'après une nouvelle de Philippe Djian, Futuropolis, 2008.
- Lui, d'après une pièce de théâtre de Philippe Djian, Futuropolis, 2010.
- Happy Slapping, d'après Bird de Marc Villard, Casterman, 2010.
- J'aimerais être un saint mais bronzé (dessin) avec Marc Villard (scénario), Treize étrange, 2012.
- D'autres larmes, Treize étrange, 2012.
- Idées reçues & corrigées  en collaboration avec Éric "Turalo" Dérian et Yannick Lejeune, Delcourt 2012.
- La Fleur dans l’atelier de Mondrian (scénario), avec Antonio Lapone (dessin et couleurs), Glénat 2017
- Seconde partie de carrière[7] (dessin) avec Philippe Périé (scénario), Futuropolis 2019.
- Linette (dessin), avec Catherine Romat (scénario), La Gouttière.
  1. Les pieds qui poussent (2018)
  2. Le dragon saucisse (2019)
  3. Copain de jardin (2020)
  4. Le Bidoudune (2021)
  5. Cumulus minus (2022)